# Diecéze Acilisene
Diecéze Acilisene je titulární diecéze římskokatolické církve.

## Historie
Acilisene, idetifikovatelné s Erzincan v dnešním Turecku, je starobylé biskupské sídlo nacházející se v římské provincii Armenia III. Byla součástí Konstantinopolského patriarchátu a sufragánnou arcidiecéze Camachus.
Jméno Acilisene, je jmono města uvedené v díle Geographia od Strabóna. Dalšími jmény diecéze byli Celzene nebo Celezene; na počest císaře Justiniána I. mělo město dočasně název Justinianopolis.
Je obtížné zjistit kdo zde byl biskupem protože první známý biskup pochází z poloviny 5. století. Sídlo se do 10. století neobjevuje v žádných Notitiae Episcopatuum (hierarchie diecézí atd.); poté je uváděna jako autokefální arcidiecéze a v 11. století jako metropolitní arcidiecéze s dvaceti sufragánnami. Po 13. století už nejsou známi biskupové a sídlo se už neobjevuje v Notitiae Episcopatuum.
Je známo 6 biskupů před rokem 1054. Jan roku 449 podepsal dekret patriarchy Konstantinopole Gennadia I. proti svatokupectví. Jiří se roku 553 zúčastnil Druhého konstantinopolského koncilu, Teodor se roku 681 zúčastnil Třetího konstantinopolského koncilu. Jiří II. se v letech 879–880 zúčastnil koncilu v Konstantinopoli svolaný patriarchou Fotiem. Dalším známým biskupem je Michael který žil mezi koncem 10. a 11. století. Nakonec Sisinnius který obsadil sídlo kolem roku 1028.
Dnes je využívána jako titulární biskupské sdílo; v současné době je bez titulárního biskupa. Původně mělo sídlo jméno Justinianopolis.

## Seznam biskupů
- Jan (zmíněn roku 449)
- Jiří I. (zmíněn roku 553)
- Teodor (zmíněn roku 681)
- Jiří II. (zmíněn roku 879)
- Michael (10. až 11. století)
- Sisinnius (zmíněn asi roku 1028)

## Seznam titulárních biskupů
- 1896 - 1938 Hugh McSherry
- 1940 - 1972 Cirillo Giovanni Zohrabian, O.F.M.Cap.